# Tensi
Hortensio Fernández Extravís (Sama, Asturias, España, 22 de diciembre de 1946 - Oviedo, España, 11 de julio de 2011), conocido como Tensi, fue un futbolista español vinculado durante casi toda su carrera deportiva al Real Oviedo. Es el tercer jugador que más veces vistió la camiseta azul en partidos oficiales, tras Berto y Vili.

## Trayectoria
Nacido en el barrio de Las Piezas, en la localidad de Sama, comenzó a jugar al fútbol en los equipos del Troya y el Alcázar Club de Fútbol hasta que fue fichado por el Real Oviedo el 30 de diciembre de 1964.
Jugó como defensa en el equipo ovetense durante trece temporadas, desde la 1965/66 hasta la 1977/78 en la que se retiró como jugador. El 3 de octubre de 1965 debutó con el Vetusta, equipo filial del Oviedo que militaba en Tercera División, en un partido contra el Luarca C. F. disputado en el estadio Carlos Tartiere que finalizó con victoria local por 4-0. El 3 de abril de 1966 debutó con el primer equipo ante el Real Racing Club de Santander, en un encuentro de la Segunda División celebrado también en el Tartiere. Tras su retiro siguió unido al club dentro del cuadro técnico, entrenado a juveniles y al filial hasta que, en la época de Radomir Antić, ejerció de segundo entrenador en el primer equipo.
Falleció a causa de un derrame cerebral en la unidad de cuidados intensivos del Hospital Central de Asturias, situado en Oviedo, el día 11 de julio de 2011.

## Clubes
| Club        | País   | Año       |
| ----------- | ------ | --------- |
| Vetusta     | España | 1965-1966 |
| Real Oviedo | España | 1966-1978 |